# Barisó d'Arborea i Torres
Barisó d'Arborea i Torres, Torchitorio Barisone I de Lacon-Gunale fou jutge d'Arborea i Torres.
Possible fill de Gonnari Comit de Salanis. Va morir vers el 1060. Es va casar amb Maria Serra i amb una dona de la família Zori. Va deixar dos fills: Marià I de Zori, jutge a Arborea, i potser Andrea conegut per "Tanca", jutge de Torres; i dues filles, Susanna de Zori i Pere de Lacon o Pere de Serra. Barisó d'Arborea i Torres va donar l'Església de nostra Senyora de Mesumundu a 12 monjos de l'abadia de Montecassino el 1965. Algunes fonts apunten que va donar dues esglésies.